# Wladimir Wladimirowitsch Machnutin
Wladimir Wladimirowitsch Machnutin (russisch Владимир Владимирович Махнутин; * 28. Oktober 1987 in Tschussowoi) ist ein russischer Rennrodler.
Wladimir Machnutin begann im Jahr 1997 mit dem Rennrodeln, wo er gemeinsam mit seinem Partner Wladislaw Juschakow im Doppelsitzer antritt. Erste Erfolge erreichte das Duo im Juniorenbereich; dort gelang ihm bei einem Junioren-Weltcup in Lillehammer im Dezember 2005 der Sprung auf das Podium. Im Weltcup der Erwachsenen, in dem Machnutin und Juschakow seit der Saison 2006/07 starten, wiederholten sie diesen Triumph nicht. Dafür gehörten sie auf Anhieb mit Resultaten zwischen dem zehnten und dem 20. Rang regelmäßig zum oberen Mittelfeld und stellten gleichzeitig hinter Michail Kusmitsch und Stanislaw Michejew das zweitbeste russische Doppel. Daher wurden Machnutin und Juschakow seit 2007 zu allen Welt- und Europameisterschaften nominiert, wo sie ihre Leistungen aus dem Weltcup bestätigten.
Mit weiteren soliden Ergebnissen im Rennrodel-Weltcup 2009/10 – beste Ergebnisse waren hier zwei zwölfte Ränge – qualifizierten sich Machnutin und Juschakow erstmals für die Olympischen Winterspiele, die 2010 in Vancouver stattfanden. Im Training für den Wettbewerb auf dem Whistler Sliding Centre kam das Doppel zu Sturz. Der Unfall blieb jedoch folgenlos, sodass das Doppel beim olympischen Wettkampf antreten konnte und dort als bestes russisches Team den zehnten Rang erreichte. Bei den Rennrodel-Weltmeisterschaften 2012 in Altenberg gewann er mit der Team-Staffel die Silbermedaille.

## Erfolge

### Weltcupsiege
Teamstaffel
| Nr. | Datum         | Ort       | Bahn                           |
| --- | ------------- | --------- | ------------------------------ |
| 1.  | 20. Feb. 2011 | Sigulda   | Rennrodel- und Bobbahn Sigulda |
| 2.  | 9. Jan. 2014  | Altenberg | DKB-Eiskanal                   |
| 3.  | 15. Jan. 2017 | Sigulda   | Rennrodel- und Bobbahn Sigulda |